# Per Beck Andersen
Per Beck Andersen (født 13. juli 1958) i Aarhus er en tidligere dansk fodboldspillere, som spillede for Skovbakken og AGF.
Per Beck Andersen spillede fire sæsoner for Skovbakken fra 1977 til 1980 og rykkede op i 1. division med klubben i 1977. I 1978 spillede han tre kampe for Danmark U/21. 
I 1981 skiftede Per Beck Andersen til lokalrivalerne AGF. Det blev til ni sæsoner i træk, og Per Beck Andersen vandt det danske mesterskab i 1986 og pokalturneringen i 1987 og 1988, dog uden at komme på banen i sidstnævnte finale. 
Per Beck Andersen er far til fodboldspilleren Morten Beck Guldsmed.